# Triathlon de Tongyeong
Le Triathlon de Tongyeong est une course qui se déroule à Tongyeong, en Corée du Sud. Il a lieu régulièrement depuis 2005.
Organisé par l'ITU, ce triathlon est un événement majeur dans le calendrier international du fait de son label « World Cup ».

## Palmarès

### Masculin
| Épreuves     | Or                                                      | Argent                                                  | Bronze                                                  |
| World Cup    | World Cup                                               | World Cup                                               | World Cup                                               |
| ------------ | ------------------------------------------------------- | ------------------------------------------------------- | ------------------------------------------------------- |
| 2024         | Dylan McCullough (NZL) 1 h 45 min 07 s                  | David Cantero Del Campo (ESP) 1 h 46 min 10 s           | Maciej Bruzdziak (POL) 1 h 46 min 19 s                  |
| 2023         | Tim Hellwig (GER) 50 min 25 s                           | Ricardo Batista (POR) 50 min 29 s                       | Samuel Dickinson (GBR) 50 min 33 s                      |
| 2022         | Matthew McElroy (USA) 1 h 44 min 49 s                   | Gábor Faldum (HUN) 1 h 45 min 09 s                      | Samuel Dickinson (GBR) 1 h 45 min 16 s                  |
| 2021         | Jawad Abdelmoula (MAR) 51 min 43 s                      | Alessio Crociani (ITA) 51 min 52 s                      | Sergio Baxter Cabrera (ESP) 51 min 53 s                 |
| 2020         | Championnats annulés pour cause de pandémie de Covid-19 | Championnats annulés pour cause de pandémie de Covid-19 | Championnats annulés pour cause de pandémie de Covid-19 |
| 2019         | Matthew McElroy (USA) 51 min 25 s                       | David Castro Fajardo (ESP) 51 min 33 s                  | Kevin McDowell (USA) 51 min 35 s                        |
| 2018         | Max Studer (SUI) 53 min 56 s                            | Félix Duchampt (FRA) 53 min 57 s                        | Eli Hemming (USA) 54 min 01 s                           |
| 2017         | Aurélien Raphaël (FRA) 52 min 00 s                      | Rostislav Pevtsov (AZE) 52 min 02 s                     | Marten Van Riel (BEL) 52 min 09 s                       |
| 2016         | Uxío Abuín (ESP) 53 min 39 s                            | Matthew McElroy (USA) 53 min 40 s                       | Vladímir Turbayevskiy (RUS) 53 min 40 s                 |
| 2015         | Matthew Sharp (GBR) 1 h 48 min 39 s                     | David Castro Fajardo (ESP) 1 h 48 min 50 s              | Courtney Atkinson (AUS) 1 h 48 min 56 s                 |
| 2014         | Henri Schoeman (RSA) 1 h 48 min 15 s                    | Ben Kanute (USA) 1 h 48 min 34 s                        | Tommy Zaferes (USA) 1 h 48 min 40 s                     |
| 2013         | Tony Moulai (FRA) 1 h 51 min 23 s                       | Igor Polyansky (RUS) 1 h 51 min 31 s                    | Daniel Hofer (ITA) 1 h 51 min 31 s                      |
| 2012         | Dmitry Polyansky (RUS) 1 h 48 min 39 s                  | Marek Jaskolka (POL) 1 h 49 min 06 s                    | Igor Polyansky (RUS) 1 h 49 min 22 s                    |
| 2011         | Dmitry Polyansky (RUS) 1 h 49 min 33 s                  | José Miguel Pérez (ESP) 1 h 49 min 49 s                 | Simon De Cuyper (BEL) 1 h 49 min 52 s                   |
| 2010         | Dan Wilson (AUS) 1 h 49 min 36 s                        | Aurélien Raphaël (FRA) 1 h 49 min 52 s                  | Vincent Luis (FRA) 1 h 49 min 57 s                      |
| World Séries |                                                         |                                                         |                                                         |
| 2009         | Brad Kahlefeldt (AUS) 1 h 50 min 25 s                   | Bevan Docherty (NZL) 1 h 50 min 25 s                    | Dmitry Polyansky (RUS) 1 h 50 min 29 s                  |
| World Cup    |                                                         |                                                         |                                                         |
| 2008         | Tim Don (GBR) 1 h 38 min 14 s                           | Bevan Docherty (NZL) 1 h 38 min 22 s                    | Jan Frodeno (GER) 1 h 38 min 23 s                       |
| 2004         | Dmitriy Gaag (KAZ) 1 h 50 min 27 s                      | Bryce Quirk (AUS) 1 h 50 min 28 s                       | Seth Wealing (U.S.A) 1 h 50 min 34 s                    |
| 2003         | Chris Hill (AUS) 1 h 48 min 39 s                        | Kris Gemmell (NZL) 1 h 49 min 03 s                      | Mark Fretta (U.S.A) 1 h 49 min 10 s                     |

### Féminin
| Épreuves     | Or                                                      | Argent                                                  | Bronze                                                  |
| World Cup    | World Cup                                               | World Cup                                               | World Cup                                               |
| ------------ | ------------------------------------------------------- | ------------------------------------------------------- | ------------------------------------------------------- |
| 2024         | Jolien Vermeylen (BEL) 1 h 58 min 22 s                  | Summer Rappaport (USA) 1 h 58 min 43 s                  | Sian Rainsley (GBR) 1 h 58 min 57 s                     |
| 2023         | Gwen Jorgensen (USA) 58 min 16 s                        | Yuko Takahashi (JAP) 58 min 20 s                        | Tereza Zimovjanová (CZE) 58 min 23 s                    |
| 2022         | Audrey Merle (FRA) 1 h 57 min 08 s                      | Annika Koch (GER) 1 h 57 min 31 s                       | Mathilde Gautier (FRA) 1 h 57 min 38 s                  |
| 2021         | Beth Potter (GBR) 58 min 08 s                           | Kate Waugh (GBR) 58 min 11 s                            | Sandra Dodet (FRA) 58 min 53 s                          |
| 2020         | Championnats annulés pour cause de pandémie de Covid-19 | Championnats annulés pour cause de pandémie de Covid-19 | Championnats annulés pour cause de pandémie de Covid-19 |
| 2019         | Sandra Dodet (FRA) 57 min 10 s                          | Ai Ueda (JAP) 57 min 13 s                               | Claire Michel (BEL) 57 min 18 s                         |
| 2018         | Ai Ueda (JAP) 59 min 39 s                               | Sandra Dodet (FRA) 59 min 49 s                          | Renee Tomlin (USA) 1 h 00 min 01 s                      |
| 2017         | Summer Cook (USA) 57 min 44 s                           | Ai Ueda (JAP) 57 min 50 s                               | Claire Michel (BEL) 58 min 20 s                         |
| 2016         | Summer Cook (USA) 59 min 43 s                           | Ai Ueda (JPN) 59 min 54 s                               | Renée Tomlin (USA) 1 h 00 min 15 s                      |
| 2015         | Yuka Sato (JPN) 2 h 00 min 52 s                         | Jolanda Annen (SUI) 2 h 01 min 06 s                     | Yuko Takahashi (JPN) 2 h 01 min 15 s                    |
| 2014         | Emma Jackson (AUS) 2 h 00 min 44 s                      | Ai Ueda (JPN) 2 h 00 min 46 s                           | Maaike Caelers (NED) 2 h 00 min 59 s                    |
| 2013         | Emma Jackson (AUS) 2 h 02 min 49 s                      | Vendula Frintová (CZE) 2 h 04 min 17 s                  | Natalie Van Coevorden (AUS) 2 h 04 min 59 s             |
| 2012         | Nicky Samuels (NZL) 2 h 01 min 51 s                     | Maria Cześnik (POL) 2 h 02 min 00 s                     | Yuka Sato (JPN) 2 h 02 min 03 s                         |
| 2011         | Jessica Harrison (FRA) 2 h 00 min 41 s                  | Aileen Reid (IRL) 2 h 01 min 09 s                       | Zuriñe Rodriguez (ESP) 2 h 01 min 18 s                  |
| 2010         | Jodie Swallow (GBR) 2 h 01 min 38 s                     | Anja Dittmer (GER) 2 h 03 min 15 s                      | Ainhoa Murua (ESP) 2 h 03 min 19 s                      |
| World Séries |                                                         |                                                         |                                                         |
| 2009         | Emma Snowsill (AUS) 2 h 02 min 42 s                     | Emma Moffatt (AUS) 2 h 02 min 51 s                      | Juri Ide (JPN) 2 h 03 min 31 s                          |
| World Cup    |                                                         |                                                         |                                                         |
| 2008         | Samantha Warriner (NZL) 1 h 49 min 49 s                 | Hollie Avil (GBR) 1 h 49 min 59 s                       | Vendula Frintová (CZE) 1 h 50 min 21 s                  |
| 2004         | Leanda Cave (GBR) 2 h 00 min 18 s                       | Pip Taylor (AUS) 2 h 01 min 03 s                        | Jill Savege (CAN) 2 h 01 min 14 s                       |
| 2003         | Laura Bennett (USA) 1 h 58 min 07 s                     | Liz Blatchford (GBR) 1 h 58 min 09 s                    | Emma Snowsill (AUS) 1 h 58 min 12 s                     |